# Баран (округ)
Баран (англ. Baran) — округ в индийском штате Раджастхан. Образован 10 апреля 1991 года. Разделён на восемь подокругов. Административный центр округа — город Баран. Согласно всеиндийской переписи 2001 года население округа составляло 1 021 653 человека. Уровень грамотности взрослого населения составлял 59,50 %, что соответствовало среднеиндийскому уровню (59,5 %). Доля городского населения составляла 16,84 %.